# Pauline Högberg
Pauline Högberg, född 3 februari 1987, är en svensk sångerska som slog igenom i dokusåpan Fame Factory 2003-2004. Hon medverkade som liten i flera talangjakter, bland annat Barnens Dags talangjakt 2001, som hon vann. SL anordnade också en talangjakt som hon vann 1997. Därefter medverkade hon i Stjärnskott, Birkastjärnan, Julstjärnan med flera. Hon gick i grundskolan i musikskolan Adolf Fredriks musikklasser och tog 2007 studenten från Rytmus musiker-/artist-gymnasium i Stockholm.
Hösten 2011 återupptog hon musikkarriären igen under artistnamnet Paupau efter några års bortavaro. I samband med detta släpptes singlarna "Move Bitch", "Popcorn" och "Sushi" samt i mitten av 2012 singeln "Copy & Paste". Samtliga låtar under namnet Paupau är skrivna tillsammans med och producerade av Slumber Party.
Tidigare har hon haft hits som Feel Good Lies, Doin' It, Catch You Later Boy och Can't Live Without My Life. "Doin' It" lyckades som bäst nå en tredjeplats på den svenska hitlistan, där den stannade i 11 veckor. 